# براونوود (تگزاس)
براونوود، تگزاس(به انگلیسی: Brownwood, Texas) شهری در ایالت تگزاس از ایالات جنوبی ایالات متحده آمریکا است. در سرشماری سال ۲۰۰۰، جمعیت این شهر ۲۰۴۰۷ نفر اعلام شد.